# Creugas silvaticus
Creugas silvaticus là một loài nhện trong họ Corinnidae.
Loài này thuộc chi Creugas. Creugas silvaticus được Arthur Merton Chickering miêu tả năm 1937.